# 小川真理子
小川 真理子（おがわ まりこ、1970年3月15日 - ）は、歌人。東京都品川区出身。
明治大学大学院文学研究科仏文学専攻博士前期課程修了。渋沢孝輔に師事。明治大学仏文科4年時に早稲田大学での佐佐木幸綱の講義を聴講したことがきっかけで、1994年に短歌結社竹柏会「心の花」に入会し、佐佐木幸綱に師事。2001年に「盗めざる宝石」20首で第1回心の花賞受賞、「逃げ水のこゑ」30首で第44回短歌研究新人賞を受賞。
生業であるフランス語教師としての立場から、言葉や文字に目を向けた作風が特徴。第一歌集のタイトルとなっている「母音梯形（トゥラペーズ）」とは、「ある言語の母音を発音する際に、口をどのように開き舌をどこに置くかなどということを、一つの梯形で図示したもの」だという。

## 著書
- 母音梯形（トゥラペーズ） 歌集 河出書房新社 2002.11 ISBN 978-4309015095 序文：俵万智、解説：佐佐木幸綱